# آیلین گری
آیلین گری (انگلیسی: Eileen Gray; زاده ۹ اوت ۱۸۷۸ – درگذشته ۳۱ اکتبر ۱۹۷۶) معمار نوگرای اهل ایرلند بود.